# Lemmings
Lemmings er et strategisk computerspil, der oprindeligt blev udgivet til Amiga i 1991. Spillet er dog senere blevet udgivet til en lang række andre platforme, og anses for at være et af de mest portede spil nogensinde.
Spillet gælder om at få et bestemt antal af sine lemminger i sikkerhed ved at bygge broer, flyve med faldskærm etc. Man kan ved at trykke på en lemming få den til at udføre forskellige handlinger: stoppe, flyve med faldskærm, sprænge i luften og meget andet. En meget positiv ting ved spillet er at man ikke skal ødelægge noget eller dræbe de små kræ, men tværtimod hjælpe dem til at overleve ved at frelse dem fra deres egen tåbelighed.